# ميتسيرزيك بودلاسكي

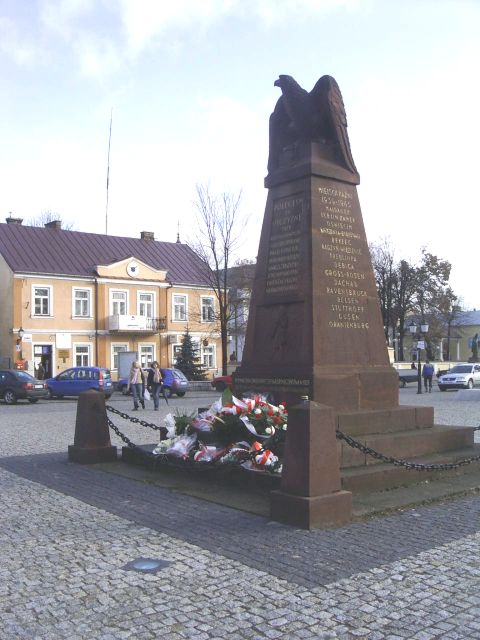
ميتسيرزيك بودلاسك

موقع المدينة في بولندا

ميتسيرزيك بودلاسكي (بالإنجليزية: Międzyrzec Podlaski)‏ هي مدينة في محافظة لوبيلسكي.